# Kimberling City (Misuri)
Kimberling City es una ciudad ubicada en el condado de Stone en el estado estadounidense de Misuri. En el Censo de 2010 tenía una población de 2400 habitantes y una densidad poblacional de 245,27 personas por km².

## Geografía
Kimberling City se encuentra ubicada en las coordenadas 36°38′53″N 93°25′27″O / 36.64806, -93.42417. Según la Oficina del Censo de los Estados Unidos, Kimberling City tiene una superficie total de 9.78 km², de la cual 8.86 km² corresponden a tierra firme y (9.45%) 0.92 km² es agua.

## Demografía
Según el censo de 2010, había 2400 personas residiendo en Kimberling City. La densidad de población era de 245,27 hab./km². De los 2400 habitantes, Kimberling City estaba compuesto por el 98.08% blancos, el 0.21% eran afroamericanos, el 0.42% eran amerindios, el 0.5% eran asiáticos, el 0% eran isleños del Pacífico, el 0.08% eran de otras razas y el 0.71% pertenecían a dos o más razas. Del total de la población el 1.25% eran hispanos o latinos de cualquier raza.